# لبریخا
لبریخا (به اسپانیایی: Lebrija) یک دهستان در اسپانیا است که در Bajo Guadalquivir واقع شده‌است. لبریخا ۳۷۲ کیلومتر مربع مساحت و ۲۶٬۷۸۳ نفر جمعیت دارد و ۳۷ متر بالاتر از سطح دریا واقع شده‌است.